# Подгорный, Анатолий Николаевич
Анатолий Николаевич Подгорный (5 апреля 1932, Андрушёвка, Житомирская область, УССР — 24 января 1996, г. Киев, Украина) — украинский советский учёный в отрасли энергетического машиностроения, действительный член (академик) НАН Украины (с 14 апреля 1995 года).

## Биография
Анатолий Николаевич Подгорный родился 5 апреля 1932 года на Житомирщине, в районном центре Андрушёвка, в семье инженера сахарного завода Николая Викторовича Подгорного, впоследствии известного политического деятеля СССР.
В 1956 году, окончив Харьковский политехнический институт им. В. И. Ленина, А. Н. Подгорный получил квалификацию инженера-механика по специальности «динамика и прочность машин, приборов и аппаратуры».
В 1956—58 годах Анатолий Николаевич работал инженером в ЦДБК Харьковского турбинного завода имени С. М. Кирова, принимал активное участие в общественной жизни конструкторского бюро.
В период 1959—62 годов А. Н. Подгорный учился в аспирантуре Харьковского политехнического института по специальности «динамика и прочность машин» под научным руководством А. П. Филиппова. Затем 10 лет преподавал в этом вузе на кафедре динамики и прочности. Работая над диссертацией в проблемной лаборатории кафедры, он возглавлял работы по созданию первой на Украине уникальной разгонной установки ВРД-500 для исследования несущей способности моделей дисков и роторов турбомашин в условиях высоких температур и большого числа оборотов. Анатолий Николаевич создал эффективный метод решения на ЭВМ пространственной задачи теории ползучести для толстостенного вращающегося цилиндра конечной длины, работающего в области высоких температур, и в 1964 году защитил кандидатскую диссертацию. Полученные им результаты сразу нашли применение в инженерной практике.
Продолжив начатые исследования напряженного состояния тел вращения конечных размеров в условиях ползучести, А. Н. Подгорный в 1971 году успешно защитил докторскую диссертацию. В том же году он по приглашению своего учителя академика НАН Украины А. П. Филиппова перешел на постоянную работу в Академию наук Украины, возглавив харьковский филиал Института технической теплофизики (ИТТФ) АН УССР.
А. Н. Подгорный поставил перед собой задачу создать в Харькове на базе филиала самостоятельный академический институт машиностроительного профиля, основным направлением научной деятельности которого должно было стать развитие методов и средств проектирования в машиностроении на основе современных достижений в области математики, кибернетики и вычислительной техники. Эта идея — основание учреждения с такой научной направленностью — нашла поддержку во всех инстанциях (от АН УССР и АН СССР до ГКНТ СССР). В порядке её реализации в мае 1972 года на базе харьковского филиала ИТТФ был создан Институт проблем машиностроения Академии наук Украины, директором которого стал доктор технических наук А. Н. Подгорный.
Уже в 1972 году в институте было организовано опытное производство, а впоследствии — специальное конструкторско-технологическое бюро, что позволило наладить четкую цепочку от фундаментальных исследований через прикладные конструкторские разработки до создания новых технологий и их внедрения в жизнь. Результаты этой деятельности способствовали укреплению авторитета, популярности и влияния института, что положительно отразилось на объёмах его финансирования. Однако, начатое в 1976 году строительство главного корпуса Института было завершено только в 1983 году.
Институт стал ведущим в СССР по исследованиям, связанным с применением водорода в энергетике, на транспорте, в оборонной промышленности страны и в других отраслях народного хозяйства, то есть по программе, которая предусматривала создание и внедрение энергоаккумулирующих веществ, включая гидриды, и разработку способов их применения с целью обеспечения малотоксичной и нетоксичной работы двигателей и энергоустановок, а также по решению проблемы вибрационной надежности, расширения топливно-энергетических ресурсов и развития экологически чистых технологий, использования нетрадиционных ресурсов, энергии солнца и ветра, комплексной переработки угля и его подземной газификации, развитию методов и средств неразрушающего контроля конструкций. Оригинальные работы были выполнены институтом для оборонной и космической отраслей — под шифрами «Умение», «Ядро», «Ольха» и «Фермопостроитель», которые получили высокую оценку специалистов, что ещё больше укрепило авторитет института.
Под руководством А. Н. Подгорного, в частности, осуществлялись исследования самых ответственных элементов конструкций энергетических машин, работающих в экстремальных условиях с целью повысить их прочность, работоспособность и одновременно снизить металлоемкость. Ученым и его учениками созданы новые методы расчета цельнокованых и сварных роторов турбин, фланцевых соединений, дисков, корпусных деталей и других конструктивных элементов паровых и газовых турбин, а также элементов атомных реакторов, которые нашли широкое применение на ведущих турбостроительных предприятиях страны.
За цикл работ в области прочности энергетических машин и внедрение их в практику турбостроения А. Н. Подгорный в 1984 году был удостоен Государственной премии УССР в области науки и техники.
Учёный с широким кругозором, талантливый организатор, Анатолий Николаевич постоянно искал новые формы организации исследований. Так, он инициировал создание отраслевых лабораторий двойного подчинения, внутриинститутские комплексные долгосрочные программы с сетевым графиком их выполнения, сквозное планирование работ в цепочке «институт — конструкторское бюро — производство».
В 1990 году А. Н. Подгорный принял участие в создании Инженерной академии СССР, которая позже приобретает статус международной. В 1991 году его усилиями было создано Украинское республиканское отделение этой академии. Впоследствии оно превратилось в Инженерную академию Украины, а А. Н. Подгорный стал её первым президентом.
В 1995 году А. Н. Подгорного избрали действительным членом Национальной академии наук Украины по специальности «энергетическое машиностроение». За заслуги в развитии науки и подготовке кадров в 1984 году он был награждён орденом Дружбы народов, а в 1992 году получил почетное звание Заслуженного деятеля науки и техники Украины.
Анатолий Николаевич Подгорный умер в результате тяжелой болезни 24 января 1996 года.

## Достижения и память
Учёный обогатил науку выдающимися исследованиями по проблемам традиционной и водородной энергетики, а также во многих смежных отраслях машиностроения. Им опубликовано более 300 научных трудов, в том числе 10 монографий.
Ныне Институт проблем машиностроения Национальной академии наук Украины носит имя своего основателя — А. Н. Подгорного.
В 2015 году в честь академика Подгорного в Харькове переименовали улицу Пархоменко.